# 佐古木
佐古木（さこぎ）は、愛知県弥富市の地名。

## 地理
旧海部郡弥富町佐古木一丁目および大字佐古木新田に相当する。旧弥富町内の北東端。

## 歴史

### 町名の由来
本郷である市腋島から少し漕いだら到達する地であったことに由来するという。

### 人口の変遷
国勢調査による人口および世帯数の推移。
| 2010年（平成22年） | 1050世帯 2725人 |  |
| 2015年（平成27年） | 1095世帯 2740人 |  |

### 沿革
- 江戸時代 - 尾張国海西郡の尾張藩領佐屋代官所支配の佐古木新田村として所在[2]。
- 1889年（明治22年） - 合併に伴い、十四山村大字佐古木新田となる[2]。
- 1906年（明治39年） - 合併に伴い、市江村大字佐古木新田となる[2]。
- 1934年（昭和9年） - 国道1号が開通[2]。
- 1938年（昭和13年） - 関西急行電鉄により佐古木駅が開業[2]。
- 1955年（昭和30年） - 合併に伴い、弥富町大字佐古木新田となる[2]。
- 1979年（昭和54年） - 弥富町大字佐古木新田の一部より、佐古木一丁目が独立[2]。
- 2006年（平成18年）4月1日 - 市制施行に伴い、弥富町佐古木一丁目が弥富市佐古木一丁目、弥富町大字佐古木新田字龍頭が佐古木二丁目、字免田が佐古木三丁目、字走方が佐古木四丁目、字小家下が佐古木五丁目、字蒲代通が佐古木六丁目、字上仲が佐古木七丁目とそれぞれ名称変更[WEB 5]。

## 交通
- 国道1号[1]
- 近鉄名古屋線 佐古木駅[1]
- 愛知県道109号子宝愛西線[1]

## 施設
- 神明社[1]
- 佐古木郵便局[1]
- 服部病院[1]

### WEB
1. ↑  “愛知県弥富市の町丁・字一覧”.   人口統計ラボ. 2022年12月12日閲覧。
2. 1 2  総務省統計局 (2017年1月27日). “平成27年国勢調査の調査結果(e-Stat) - 男女別人口及び世帯数 －町丁・字等” (CSV). 2021年7月21日閲覧。
3. ↑  “愛知県弥富市の郵便番号一覧”.   日本郵便. 2022年12月12日閲覧。
4. ↑  “市外局番の一覧” (PDF).   総務省 (2022年3月1日). 2022年3月22日閲覧。
5. 1 2  弥富市役所 総務部 総務課 行政グループ (2022年12月13日). “弥富市住所一覧  旧弥富町” (pdf).   弥富市. 2022-12-閲覧。
6. ↑  総務省統計局 (2012年1月20日). “平成22年国勢調査の調査結果(e-Stat) - 男女別人口及び世帯数 －町丁・字等” (CSV). 2021年7月21日閲覧。

### 書籍
1. 1 2 3 4 5 6 7  「角川日本地名大辞典」編纂委員会 1989, p. 1900.
2. 1 2 3 4 5 6 7 8  「角川日本地名大辞典」編纂委員会 1989, p. 607.